# Rinchen Gyaltsen (8.° Sakya Trizin)
Rinchen Gyaltsen (en tibetano: རིན་ཆེན་རྒྱལ་མཚན, wylie: rin chen rgyal mtshan; chino :仁欽堅贊) (1238-24 de marzo de 1279) fue un preceptor imperial tibetano en la corte de la dinastía Yuan de China, dirigida por los mongoles. Se le otorgó el título de 8.° Sakya Trizin como cabeza del Linaje Sakya  desde 1267 hasta 1275.

## Reseña biográfica
Rinchen Gyaltsen nació en 1238 como hijo de Zangtsa Sonam Gyaltsen y su esposa Jomo Dro.  Su padre pertenecía a la familia Khon, cuyos miembros eran abades gobernantes hereditarios del monasterio Sakya en Tsang, en el Tíbet occidental. Su tío fue Sakya Pandita (1182-1251). El hermanastro mayor de Rinchen Gyaltsen, Phagpa, mantenía una estrecha relación con Kublai Khan y fue nombrado Preceptor Imperial ( Dishi ) en 1270. Como tal, era una autoridad permanente en el gobierno de Yuan y  gozaba de extraordinarios honores y recursos.  El Dishi  tenía una influencia primordial en la Oficina de Asuntos Budistas y Tibetanos (Zongzhi Yuan, más tarde Xuanzheng Yuan). Mientras tanto, su otro hermano, Chakna Dorje, fue virrey del Tíbet de 1264 a 1267.. 
Rinchen Gyaltsen sirvió durante un tiempo como capellán (lacho) de Kublai Khan. Sin embargo, cuando su hermano Chakna Dorje murió en 1267, se produjeron graves disturbios en el monasterio de Drigung intentó hacer retroceder la posición de Sakya. Cuando su otro hermano Phagpa dejó Sakya y se estableció temporalmente en Amdo ese mismo año, Rinchen Gyaltsen asumió el cargo de "cuasi-abad" ( dansa tawu ) del Monasterio de Sakya.  Phagpa llegó a la corte imperial de Beijing en 1370 y fue nombrado Dishi ( Preceptor Imperial ); sin embargo, renunció al título en 1274 para regresar a Sakya. En cambio, Rinchen Gyaltsen fue citado ante el tribunal para ocupar el puesto ese mismo año. Como preceptor imperial residió en el recinto palaciego Metog Rawa (Recinto Florido), como lo había hecho su hermano. Allí reunió una comunidad de clérigos.  Durante su mandato, los asuntos mundanos del Tíbet fueron manejados por una sucesión de administradores en Sakya, llamados dpon-chen ( ponchen ). Ellos eran:
- Shakya Zangpo (1264-1270)
- Kunga Zangpo (1270-1275)
- Zhangtsun (1275-?)
- Chukpo Gangkarwa (?-1280) [6]

Rinchen Gyaltsen murió en Shingkun (Lintao) en una fecha incierta, probablemente el 24 de marzo de 1279. Según otra crónica, murió en 1282, lo que parece ser incorrecto.  Fue sucedido como tishri por su sobrino Dharmapala Raksita, hijo del virrey Chakna Dorje.